# (9543) Nitra
(9543) Nitra est un astéroïde de la ceinture principale.
Il est nommé en l’honneur de Nitra, ville de Slovaquie occidentale.

## Description
(9543) Nitra est un astéroïde de la ceinture principale. Il fut découvert le 4 décembre 1983 à Piszkesteto par Milan Antal. Il présente une orbite caractérisée par un demi-grand axe de 3,00 UA, une excentricité de 0,07 et une inclinaison de 8,6° par rapport à l'écliptique.

## Compléments